# Biopreparat
 (février 2011).
Si vous disposez d'ouvrages ou d'articles de référence ou si vous connaissez des sites web de qualité traitant du thème abordé ici, merci de compléter l'article en donnant les références utiles à sa vérifiabilité et en les liant à la section « Notes et références ».
Biopreparat est le nom du programme scientifique et industriel de l'Union soviétique destiné à la guerre biologique situé sur l'île de la Renaissance (Vozrozhdeniya). En 1973, une unité responsable du programme de recherche d'armement biologique, Biopreparat et ses 60 000 employés ont travaillé sur divers agents biologiques comme l'Ebola, la variole, le typhus, la peste noire, etc.

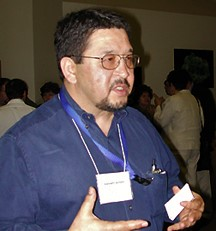
Photo de Ken Alibek.

## Histoire
Destiné à créer des missiles bactériologiques dans le contexte de la guerre froide, Biopreparat était tenu en secret par le gouvernement soviétique. Les 60 000 employés étaient recrutés par les ministères de l'Agriculture et de la Défense. Le laboratoire, basé sur l'île de la Renaissance en mer d'Aral, établi en 1973, est le plus connu. Biopreparat était basé partout en Union soviétique, en Sibérie, dans l'Oural ou encore au Kazakhstan. Plusieurs erreurs aboutiront à plusieurs catastrophes biologiques qui mettront en doute le bloc occidental sur la neutralité des soviétiques sur les armes biologiques.
Le responsable du programme, Ken Alibek, avouera en 1992, toutes les expériences aux Américains juste après la chute du bloc communiste.

## La catastrophe deSverdlovsk
Le 2 avril 1979, en Sibérie, un laboratoire d'armes biologiques relâche dans l'atmosphère des microbes de charbon, faisant une centaine de morts. Sverdlovsk fait partie des villes qui travaillent dans le secteur nucléaire et bactériologique de l'Union soviétique. Pour ces cités tenues en secret, il fallait des papiers spéciaux pour entrer ou sortir de ces villes ayant un statut spécial dans l'armement soviétique. À la suite de la catastrophe, les autorités soviétiques cachèrent le vrai déroulement des faits en indiquant que c'était une catastrophe portant sur des viandes avariées. Admettre la vérité sur l'existence de Biopreparat signifiait que le pays était en violation des accords internationaux.

## L'île de Vozrojdénia

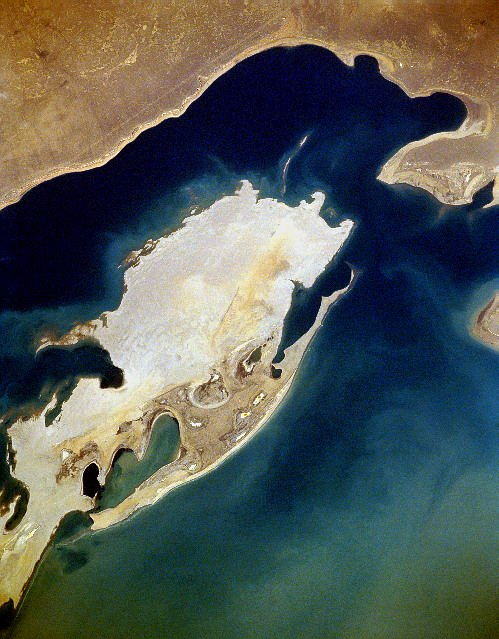
Vue satellite de l'île de Vozrojdénia en 1994.

Le plus gros laboratoire d'armes biologiques de Biopreparat fut actif sur l'île de Vozrojdénia en mer d'Aral. C'était ici que, selon les documents parus, des spores de la maladie du charbon et le bacille de la peste bubonique ont été placés dans des armes et stockés. En effet, depuis 1988, des scientifiques ont transféré de Iekaterinbourg à l'île des bactéries pour qu'elles y soient enterrées.
La principale ville de l'île était Kantubek, qui est aujourd'hui en ruines, mais dont la population s'est autrefois élevée à 1 500 habitants.
Les employés du laboratoire abandonnèrent l'île en 1992. Certains des containers dans lesquels se trouvaient les spores n'ont pas été complètement stockés ou détruits, et au cours des dernières décennies beaucoup de ces containers ont présenté des fuites. Les scientifiques craignent que des animaux - tels que les reptiles, dont les serpents (bien qu'ils ne soient vecteurs ni de la peste bubonique ni du charbon) - ne se déplacent vers les terres environnantes, après que l'île sera reliée à la terre, et portent avec eux des agents biologiques potentiellement dangereux.
Biopreparat fut dissous après la chute du régime communiste.
La Defense Threat Reduction Agency (« agence de réduction des menaces ») du département de la Défense des États-Unis, a mené une expédition au printemps-été 2002 pour neutraliser ce qui est probablement la plus grande réserve de bacille du charbon au monde. Son équipe, composée de 113 personnes, a neutralisé dans les 100 à 300 tonnes de bacille du charbon entreposé sur cette île en trois mois. Le coût de l'opération VIPDO (Voz Island Pathogenic Destruction Operation) a été d'environ 4 à 5 millions de dollars américains.

### Sources
- Science et vie hors série numéro 86, pages 63 et 65.